# Seznam nemških pisateljev
Seznam nemških pisateljev.

## A
- Thomas Abbt
- Abraham a Santa Clara
- Herbert Achternbusch
- Leopold Ahlsen
- Fridolin Aichner
- Günther Anders
- Alfred Andersch
- Martina André?
- Lou Andreas-Salomé
- Stefan (Paul) Andres
- Bruno Apitz
- Achim von Arnim
- Bettina von Arnim
- Rudolf Arnheim

## B
- Ingrid Bachér
- Ernst Bacmeister
- Artur Balder
- Hugo Ball
- Johannes R. Becher
- Jurek Becker
- Jürgen Becker
- Lilo Beil
- Hans Bender
- Gottfried Benn
- Sibylle Berg
- Werner Bergengruen
- Horst Bienek
- Otto Julius Bierbaum
- Hildegard von Bingen
- Hans-Friedrich Blunck
- Friedrich von Bodenstedt
- Otto A. Böhmer
- Kirsten Boie
- Heinrich Böll
- Jörg Bong (um.i.: Jean-Luc Bannalec)
- Waldemar Bonsels
- Wolfgang Borchert
- Ludwig Börne
- Friedrich Ludewig Bouterwek
- Sebastian Brant
- Volker Braun
- Willi Bredel (1901–1964)
- Clemens Brentano
- Jurij Březan (Lužiški Srb)
- Rolf Dieter Brinkmann
- Thomas Brussig
- Hans Christoph Buch
- Lothar-Günther Buchheim
- Georg Büchner
- Hans Bunge (Hans-Joachim Bunge 1919–1990)
- Michael Burk
- Nina Bußmann

## C
- Elias Canetti
- Otto Carius
- Christine Cazon
- C. W. Ceram
- Peter Otto Chotjewitz
- Jakob Corvinus (Wilhelm Raabe)
- Heinz von Cramer

## D
- Felix Dahn
- Utta Danella (pr.i. Utta Schneider)
- Paula Dehmel
- Friedrich Christian Delius
- Torsten Dewi
- Franz Dobler
- Alfred Döblin
- Hans Dollinger?
- Helmut Donat
- Tankred Dorst
- Ernst-Jürgen Dreyer
- Maria Dries
- Wiglaf Droste
- Annette von Droste-Hülshoff
- Tanja Dückers
- John von Düffel

## E
- Gustav Eberlein
- Georg Ebers
- Ernst Theodor Echtermeyer
- Johann Peter Eckermann
- Ernst Eckstein
- Kasimir Edschmid
- (Oswald Egger)
- Hans Heinrich Ehrler
- Günter Eich
- Joseph von Eichendorff
- Alice Ekert-Rotholz
- Ernst Elster
- Michael Ende
- August Endell
- Hans Magnus Enzensberger (1929-2022)
- Vinzenz Erath
- Elke Erb
- Paul Ernst
- Walter Ernsting
- Matthias Erzberger
- Hanns Heinz Ewers

## F
- Willi Fährmann
- Hans Fallada (Rudolf Wilhelm Friedrich Ditzen)
- Lena Falkenhagen
- Clara Maria Fechner (1809-1900)
- Dieter Fechner
- Hanns Fechner ?
- Klaus Ferentschik
- Lion Feuchtwanger
- Johann Fischart
- Marie Louise Fischer
- Sebastian Fitzek
- Otto Flake
- Franz Xaver Fleischhacker
- Marieluise Fleißer
- Theodor Fontane
- Georg Forster
- Wieland Förster
- Friedrich de la Motte Fouqué
- Julia Franck
- Bruno Frank
- Leonhard Frank
- Gustav Frenssen
- Jana Frey
- Gustav Freytag
- (Erich Fried)
- Bernd-Ingo Friedrich
- (Hugo Friedrich)
- Joachim Friedrich
- Franz Fühmann
- Georg Gustav Fülleborn
- Cornelia Funke

## G
- Gerd Gaiser
- Ludwig Ganghofer
- Dietrich Garstka
- Dagmar Geisler
- Horst Wolfram Geissler
- Max Geissler (1868-1945)
- Nina George
- Friedrich Clemens Gerke
- Gisela Getty
- Johann Wolfgang von Goethe
- Valeria Gordeev
- Joseph Görres
- Matthias Göritz
- Christian Dietrich Grabbe
- Sigrid Grabner
- Sascha Grabow
- Oskar Maria Graf
- Günter Grass
- Hermann Grimm
- Jakob Grimm
- Wilhelm Grimm
- Hans Jakob Christoffel von Grimmelshausen
- Durs Grünbein
- Josef Carl Grund
- Karl Gutzkow

## H
- Robert Habeck
- Hanswilhelm Haefs (1935 - 2015)
- Ulla Hahn
- Petra Hammesfahr
- Iris Hanika
- Margarete Hannsmann (1921-2007)
- Nino Haratišvili (gruzijsko-nemška pisateljica)
- Lilo Hardel
- Ernst Hardt
- Ludwig Harig
- Heinrich Hart
- Peter Härtling
- Theo Harych
- Wilhelm Hauff
- Gaby Hauptmann
- Gerhart Hauptmann
- Florian Havemann (1952-)
- Hans Havemann (1887-1985)
- Friedrich Hebbel
- Johann Peter Hebel
- Christoph Hein
- Heinrich Heine
- Veit Heinichen
- Markus Heitz
- Kurt Held (Kurt Kläber)
- Werner Helwig
- Carsten Henn
- Eckhard Henscheid
- Gerhard Henschel
- Hans Herlin
- Stephan Hermlin
- Johann Ferdinand Hertodt
- Annette Hess
- Hermann Hesse
- Sigrid Heuck
- Georg Heym
- Paul Heyse
- Wolfgang Hilbig
- Peter Hille
- Edgar Hilsenrath
- Moses Hirschel
- E.T.A. Hoffmann
- Gert Hofmann
- Wolfgang Hohlbein
- Felix Holländer
- Arno Holz
- Harald Holz
- Ricarda Huch
- Richard Huelsenbeck
- Petra Hülsmann
- Patrick Holzapfel

## I
- Karl Ibach
- Kurt Ihlenfeld

## J
- Jean Paul
- Walter Jens
- Alfred E. Johann
- Uwe Johnson (1934-84)
- Wilhelm Jordan
- Erhard Jöst?
- Franz Jung
- Johann Heinrich Jung
- Ernst Jünger (1895–1998)

## K
- Charlotte von Kalb
- Heinz Kamnitzer
- Hermann Kant
- Ulrich Karger
- Franz Kafka
- Hans Kasper
- Erich Kästner
- Daniel Kehlmann
- Hans Keilson (1909–2011) (nem.-nizoz.)
- Bernhard Kellermann
- Walter Kempowski
- Justinus Kerner
- Hermann Kesten
- Irmgard Keun
- Tanja Kinkel
- Rainer Kirsch
- Hans Hellmut Kirst
- Egon Erwin Kisch
- Alfred Klaar
- Klabund (Alfred Henschke)
- Ernst Klee
- Heinrich von Kleist
- Victor Klemperer
- Leo von Klenze
- Karl Klingspor
- Alexander Kluge
- Knister (Ludger Jochmann)
- Wolfgang Franz von Kobell
- Boris Koch
- Wolfgang Koeppen
- Josef Kohler
- Annette Kolb
- Heinz G. Konsalik
- Heike Koschyk (um.i. Sophie Bonnet)
- August von Kotzebue
- Siegfried Kracauer
- Stephan Krawczyk (*1955)
- Ursula Krechel
- Daniela Krein
- Ernst Kreuder
- Arnold Krieger
- Daniela Krien
- Brigitte Kronauer
- Michael Krüger
- Günter Kunert (1929-2019)
- Heinz Rudolf Kunze
- Reiner Kunze
- Kemal Kurt (1947-2002)
- Ildikó von Kürthy

## L
- Pierre Lagrange?
- Friedo Lampe (1899‒1945)
- Gustav Landauer?
- Else Lasker-Schüler
- Kurd Lasswitz
- Heinrich Laube
- Gert Ledig
- Georg Christian Lehms
- Hans Leip
- Jakob Michael Reinhold Lenz
- Siegfried Lenz
- Rudolf Leonhard
- Reinhard Lettau
- August Lewald
- Fanny Lewald
- Sibylle Lewitscharoff
- Alfred Lichtenstein
- Guido von List
- Adolf Loning
- Hermann Löns
- Ilse Losa
- Cornelia Löwenberg
- Emil Ludwig
- Otto Ludwig
- Ludwig Lugmeier
- Markus Lüpertz
- Peter Lustig

## M
- Paul Maar
- Joachim Maass
- Kristof Magnusson
- Inger-Maria Mahlke
- Manfred Mai
- Golo Mann
- Heinrich Mann
- Klaus Mann
- Monika Mann
- Thomas Mann
- E. Marlitt (Eugenie Marlitt)
- Pierre Martin
- Fritz Mauthner
- Karl May
- Walter Mehring
- Julius Meier-Graefe
- Wolfgang Menge
- Franz Norbert Mennemeier
- Malwida von Meysenburg
- Agnes Miegel
- Bianka Minte-König
- Bärbel Mohr
- Theodor Mommsen
- Franz Mon
- Christian Morgenstern
- Irmtraud Morgner (1933-90)
- Eduard Mörike
- Karl Philipp Moritz
- Martin Mosebach
- Salomon Hermann Mosenthal
- Herrmann Mostar
- Armin Mueller-Stahl
- Erich Mühsam
- Eflride Müller
- Herta Müller
- Titus Müller
- Johann Karl August Musäus

## N
- Arno Nadel
- Cee Neudert
- Hans Neuenfels
- Hans Werner Neulen
- Ernst Niekisch
- Ralph T. Niemeyer
- Hans Noever
- Dieter Noll
- Helga M. Novak (islandsko-nemška)

## O
- Norman Ohler
- Balder Olden
- Carl von Ossietzky
- Leonie Ossowski
- Wolfgang Ott
- Karl Otten

## P
- Lilli Palmer
- Inka Parei
- Sandra Paretti
- Kathrin Passig
- Jean Paul
- Ulrich Peltzer
- Josef Friedrich Perkonig
- Dirk von Petersdorff
- Jan Petersen
- Theodor Plievier
- Gerhart Pohl
- Wilhelm von Polenz
- Matthias Politycki
- Josef Ponten
- Oliver Pötzsch
- Peter Prange
- Richard David Precht
- Ernst Preczang
- Carl du Prel
- Otfried Preußler

## R
- Wilhelm Raabe (ps. Jakob Corvinus)
- Gottlieb Rabener
- Fritz J. Raddatz
- Sigismund von Radecki
- Cay Rademacher
- Otto Rahn
- Rudolf Erich Raspe
- Sven Regener
- Gustav Regler
- Hans Rehfisch
- Marcel Reich-Ranicki
- Frank Maria Reifenberg
- Christa Reinig
- Erich Maria Remarque
- Ludwig Renn (1889-1979)
- Christian Reuter
- Fritz Reuter
- Fanny zu Reventlow
- Johann Paul Friedrich Richter (Jean Paul)
- Ralf Rothmann
- Wilhelm Heinrich Riehl
- Luise Rinser
- Sophie von La Roche
- Jan-Uwe Rogge
- Friedrich Gerhard Rohlfs
- Herbert Rosendorfer
- Hans-Ulrich Rudel
- Eugen Ruge
- Joseph Roth
- Patrick Roth
- Gina Ruck-Pauquèt
- Peter Rühmkorf

## S
- Nelly Sachs
- Ernst Sander
- Maria Schamoni
- Edzard Schaper
- Frank Schätzing
- Joseph Victor von Scheffel
- Caroline Schelling
- Roland Schimmelpfennig
- Friedrich Schlegel
- Carl Felix von Schlichtegroll
- Bernhard Schlink
- Christoph von Schmid
- Arno Schmidt
- Peter Schneider
- Reinhold Schneider
- Utta Schneider (ps. Utta Danelle)
- Wolfdietrich Schnurre
- Ingo Schulze
- Gustav Schwab
- Ulrike Schweikert
- W. G. Sebald /Winfried Georg Sebald
- Carl Seelig
- Richard Seewald
- Anna Seghers
- Ina Seidel
- Jan-Philipp Sendker
- Albert Sergel (1876-1946)
- Jan Arnošt Smoler (Johann Ernst Schmaler)
- Ilse von Stach
- Enno Stahl
- Hermann Stahl
- Adolf Stahr
- Hermann Stehr
- Andreas Steinhöfel
- Theodor Storm
- Botho Strauß
- Erwin Strittmatter
- Thomas Strittmatter (1961-95)
- Hermann Sudermann
- Patrick Süskind

## T
- Max Tau
- Lisa Tetzner
- Ludwig Thoma
- Ludwig Tieck
- Uwe Timm
- Bruno Traven
- Hans-Ulrich Treichel
- Ilja Trojanow
- Karl Richard Tschon
- Kurt Tucholsky

## U
- Karl Heinrich Ulrichs
- Fritz von Unruh

## V
- Regula Venske
- Clara Viebig
- Richard Voss
- Christian August Vulpius

## W
- Wilhelm Heinrich Wackenroder
- Herwarth Walden
- Martin Walser
- Alissa Walser
- Ana Wambrechtsamer (avstr. na Slov.)
- Uwe Wandrey
- Frank Wedekind
- Norbert Wehr
- Erich Weinert (1890-1953)
- Peter Weiss
- Ehm Welk
- Liselotte Welskopf-Henrich
- Christopherj Martin Wielander
- Thomas Willmann
- Bettina Wilpert
- Gero von Wilpert
- Karl Gottlieb von Windisch
- Gabriele Wohmann (ps. Guyot)
- Christa Wolf
- Friedrich Wolf
- Klaus-Peter Wolf
- Ror Wolf
- Uwe Wolff
- Wolf Wondratschek

## Z
- Juli Zeh
- Philipp von Zesen
- Carl Zuckmayer
- Arnold Zweig